# 13305 Danielang
A 13305 Danielang (ideiglenes jelöléssel 1998 RD54) a Naprendszer kisbolygóövében található aszteroida. A LINEAR projekt keretében fedezték fel 1998. szeptember 14-én.